# オバマを拒絶するアメリカ レイシズム2.0にひそむ白人の差別意識
『オバマを拒絶するアメリカ レイシズム2.0にひそむ白人の差別意識』（オバマをきょぜつするアメリカ レイシズム2.0にひそむはくじんのさべついしき、Between Barack and a Hard Place: Racism and White Denial in the Age of Obama）は、2009年にシティ・ライツより出版された、反レイシスト作家で教育者のティム・ワイズによるノンフィクション本である。
本書の中でワイズは、バラク・オバマの当選はアメリカ合衆国の人種差別の終焉を告げるものではないと主張し、彼の政治的成功はかえって「多くの一般白人が何世代にもわたって抱いてきた、黒人に対する否定的な考えを強めてしまう可能性がある」と論じている。

## 批評家の反応
『ワシントン・ポスト』紙のアラム・ブラッドリーは、「（ワイズの）著書『Between Barack and a Hard Place』の洒落たタイトルは、その内容の厳粛さとは裏腹である。ワイズは、今日の米国における人種的不平等の厳しい姿を描いている。（中略）ワイズの短い著書は、昔ながらの論争書のようであり、21世紀のトマス・ペインの『コモン・センス』だ。（中略）人種差別の存在しない米国は想像上の国だ」と述べた。教育者としてのワイズの背景に言及するメディア・マウスは、ワイズの著書が「白人特権の問題について、ワイズがこれまでに著書や記事、全国各地での講演で訴えてきた優れた取り組みを継続している」と指摘した。

## 日本語版
- ティム・ワイズ（英語版） 著、上坂昇 訳『オバマを拒絶するアメリカ レイシズム2.0にひそむ白人の差別意識』明石書店、2010年6月15日。ISBN 978-4750332154。